# Nocatee (Florida, St. Johns megye)
Nocatee statisztikai település az USA Florida államában, St. Johns megyében. Lakosainak száma 22 503 fő (2020. április 1.).

## Népesség
A település népességének változása:

| 2010 | 4 524  |
| 2020 | 22 503 |